# جيروين كاربي
جيروين كاربي (بالهولندية: Jeroen Krabbé) (مواليد 5 ديسمبر 1944 في أمستردام)، هو ممثل هولندي ظهر بالعديد من الأفلام الهولندية والعالمية بدأ مسيرته الفنية سنة 1963.

## حياته
ولد يروين في أمستردام داخل أسرة فنية، أمه مارغريت مترجمة أفلام ووالِده مارتن كرابي وهو رسام مشهور. لديه شقيقان، تيم كرابي وهو لاعب شطرنج محترف وصحفي وروائي، وشقيقه الآخر ميركو وهو فنان. أمه مارغريت يهودية قُتلت عائلتها في الهولوكوست.

## الأعمال
- اضواء النهار الحية
- أمير المد والجزر
- ستالين 1992
- للجندي المفقود
- الهارب
- أوشن 12
- ناقل 3

## وصلات خارجية
- جيروين كاربي على موقع IMDb (الإنجليزية)
- جيروين كاربي على موقع ميتاكريتيك (الإنجليزية)
- جيروين كاربي على موقع روتن توميتوز (الإنجليزية)
- جيروين كاربي على موقع ألو سيني (الفرنسية)
- جيروين كاربي على موقع ميوزك برينز (الإنجليزية)
- جيروين كاربي على موقع تيرنر كلاسيك موفيز (الإنجليزية)
- جيروين كاربي على موقع أول موفي (الإنجليزية)
- جيروين كاربي على موقع قاعدة بيانات الأفلام السويدية (السويدية)
- جيروين كاربي على موقع إن إن دي بي (الإنجليزية)
- جيروين كاربي على موقع ديسكوغز (الإنجليزية)